# Tout au vainqueur
Pour les articles homonymes, voir Winner Take All.
Tout au vainqueur (Winner Take All) est un film pré-Code réalisé par Roy Del Ruth, sorti en 1932. Il met en scène James Cagney dans un rôle de boxeur.

## Synopsis
Un ex-boxeur accepte de retourner sur le ring pour l'amour d'une femme qui a de graves problèmes financiers. Il remporte le combat, et son ego le pousse à retourner sur le ring.

## Fiche technique
- Titre original : Winner Take All
- Réalisation : Roy Del Ruth
- Scénario : Wilson Mizner, Robert Lord d'après 133 at 3, une histoire de Gerald Beaumont
- Producteur : 	Roy Del Ruth
- Photographie : Robert Kurrle
- Costumes : Orry-Kelly
- Montage : Thomas Pratt
- Musique : Leo F. Forbstein, W. Franke Harling
- Distributeur : Warner Bros. Pictures, Inc.
- Durée : 66 minutes
- Dates de sortie : 
  - États-Unis : 16 juillet 1932
  - France : 17 novembre 1933[3]

## Distribution
- James Cagney : Jimmy Kane
- Marian Nixon : Peggy Harmon
- Guy Kibbee : Pop Slavin
- Dickie Moore : Dickie Harmon
- Virginia Bruce : Joan Gibson
- Alan Mowbray : Forbes
- Esther Howard : Ann
- Clarence Muse : Rosebud, Jimmy's trainer
- Clarence Wilson : Ben Isaacs
- Ralf Harolde : Legs Davis, diamond ring seller
- John Roche : Roger Elliot
- Texas Guinan : (clip Queen of the Night Clubs)
- Gabby Hayes : Interne au Rosario Ranch (non crédité)
- George Raft : a bandleader (clip from Queen of the Night Clubs)